# Shalla-Bal
Shalla-Bal es un personaje ficticio que aparece en los cómics estadounidenses publicados por Marvel Comics, la inmortal emperatriz de Zenn-La y la amante de Norrin Radd, el Silver Surfer, quien se convierte en el heraldo de Galactus a cambio de que su planeta se salve, separando a los amantes por la eternidad.
Shalla-Bal fue interpretada por Camilla Scott en la serie animada Silver Surfer (1998), mientras que Shalla-Bal / Silver Surfer es interpretada por Julia Garner en el Universo Cinematográfico de Marvel para The Fantastic Four: First Steps (2025).

## Historia de publicación
El personaje apareció por primera vez en Silver Surfer #1, en agosto de 1968.

## Biografía ficticia
Shalla-Bal es la Emperatriz de su planeta utópico, Zenn-La (en el Sistema Deneb, Vía Láctea), y era la amante de Norrin Radd. Cuando Galactus, devorador de planetas, llegó a su mundo, Norrin Radd se ofreció como voluntario para convertirse en el heraldo de Galactus a cambio de perdonar a Zenn-La. Norrin Radd recibió el Poder Cósmico y se convirtió en Silver Surfer, separándolo así de Shalla-Bal durante mucho tiempo.
Finalmente, Surfer se rebeló contra Galactus, quien lo atrapó en el planeta Tierra como castigo. El demonio Mephisto, que desea derrotar s Silver Surfer y robar su alma noble, sintió la angustia de esta separación dentro de él y usó a Shalla-Bal como peón en su conflicto contra él. Como parte de una conspiración, Mephisto reemplazó la conciencia de Shalla-Bal para que ella se creyera una ciudadana común de Latveria llamada Helena, y el Doctor Doom organizó una celebración de matrimonio falsa con ella para hacer que Surfer luchara contra los Cuatro Fantásticos.
Mientras tanto, Galactus consumió las energías vitales y la ecosfera de Zenn-La debido a la traición de Silver Surfer, pero salvó la vida de su gente advirtiéndoles de su llegada de antemano, permitiéndoles regresar a la cáscara sin vida después. Cuando Mister Fantástico liberó al Surfista de su encarcelamiento, regresó a Zenn-La para encontrarlo en este estado y se enteró de que Shalla-Bal había sido secuestrada por Mephisto. Finalmente comprendiendo la conspiración, Surfer regresó a Latveria para encontrar a Shalla-Bal mientras se encarcelaba una vez más en la Tierra. El Surfista le otorgó una parte de su poder cósmico a Shalla-Bal mientras Mephisto la enviaba de regreso a su planeta, y ella pudo usar este poder para restaurar la vida en Zenn-La. Por lo tanto, fue aceptada de nuevo como emperatriz por su pueblo. Sin embargo, las responsabilidades de su cargo hicieron que Shalla-Bal rechazara casarse con Surfer cuando finalmente se liberó de la Tierra para siempre, y él le dijo que su romance había terminado. Sin embargo, cuando fue secuestrada por los Primigenios del Universo, Norrin Rad acudió de nuevo al rescate. Shalla-Bal conoció más tarde a la líder kree Nenora, y en una ocasión le pidió a Norrin que protegiera a Zenn-La del Obliterator. Shalla se alió con la emperatriz Skrull S'byll contra los Kree, después de lo cual los Cotati le informaron que Nenora era una Skrull disfrazada. Shalla fue capturada por el kree Sentry de Nenora, pero liberada por los cotati. Ella les contó a S'byll y Surfer sobre la verdadera naturaleza de Nenora, y Surfer la devolvió a Zenn-La.
Más tarde, Shalla fue tomada cautiva por los Esclavistas y luego se reunió con Surfer. Shalla fue también vista en un flashback contándole a Norrin Radd sobre el suicidio de su padre. Se la vio nuevamente en un flashback en su primer encuentro con Norrin cuando eran niños. Shalla-Bal fue posteriormente secuestrada con el planeta Zenn-La por el Grande. Shalla se reunió brevemente con Silver Surfer, pero se desintegró junto con el universo de bolsillo del Grande. Más tarde, Surfer la devolvió a la vida después de que Mephisto encarcelara su alma.
Después de años de rechazo, Shalla-Bal una vez tuvo una relación sentimental con Fennan Radd, un hombre que afirmaba ser el medio hermano de Silver Surfer por parte de su padre. Fennan afirmó haber nacido después de que la madre de Norrin, Elmar, se suicidara.

## Poderes y habilidades
Como miembro de la raza de extraterrestres conocida como Zenn-Lavians, Shalla-Bal tiene una vida extraordinariamente larga. De ahí que Shalla-Bal haya vivido durante siglos aunque físicamente todavía es una mujer joven.
Shalla-Bal una vez pudo restaurar la vida en la ecosfera de Zenn-La debido a un fragmento del poder cósmico de Silver Surfer que colocó dentro de ella. Aparentemente todavía puede hacer que crezcan plantas dondequiera que camine.
Shalla-Bal tiene experiencia en la administración del gobierno.

## En otros medios

### Televisión
- Shalla-Bal aparece en la serie animada de 1998 Silver Surfer, con la voz de Camilla Scott.[18]

### Cine
- Shalla-Bal / Silver Surfer fue interpretada por Julia Garner en la película del Universo Cinematográfico de Marvel de 2025 The Fantastic Four: First Steps.[19][20]Esta versión no tiene conexión con Norrin Radd y es retratada como una científica de Zenn-La cuyo papel como Silver Surfer asegura la supervivencia de su familia y su mundo natal.

## En cultura popular
- El guitarrista Joe Satriani grabó una canción de rock instrumental llamada "Back to Shalla-Bal" en su álbum de 1989 Flying in a Blue Dream. El álbum de Satriani de 1987, Surfing with the Alien, presenta a Silver Surfer y Galactus en el anverso y reverso de la portada del álbum, respectivamente.
- El grupo de rock australiano Swoop grabó una canción llamada "Shalla Bal (Ballad(e) Of The Silver Surfer)" en su álbum de 1995 The Woxo Principle.